# Открити фламандски либерали и демократи
Партия за свобода и прогрес пренасочва насам.  За по-малката валонска партия вижте Партия за свобода и прогрес (немскоезична Белгия).
Открити фламандски либерали и демократи (на нидерландски: Open Vlaamse Liberalen en Democraten, VLD) е белгийска либерална партия, активна главно сред фламандската общност. Членува в Европейската либералдемократическа и реформистка партия и в Либералния интернационал. От 2004 година председател на партията е Барт Сомерс.

## История
Фламандски либерали и демократи води началото си от Либералната партия, първата политическа партия в Белгия, основана през 1846 година. През 1972 година се обособява на езиков принцип от общобелгийската Партия за свобода и прогрес. През 1992 година партията е основно реформирана под ръководството на Ги Верхофстад, като приема сегашното си име и в нея се включват и някои политици от Народния съюз и Християнската народна партия.
През 1999 година Фламандски либерали и демократи постига успех на федералните избори и Ги Верхофстад съставя коалиционно правителство. Изборите през 2003 година също са успешни и той остава премиер с някои промени в управляващата коалиция. На следващата година Фламандски либерали и демократи претърпява поражение на изборите във Фландрия, като остава на трето място, но се включва в образуваното коалиционно правителство. През 2007 година партията изостава след Християндемократчески и фламандски и през 2008 година Ги Верхофстад отстъпва премиерския пост на Ив Льотерм, но Фламандски либерали и демократи става част от новата управляваща коалиция.

## Идеология
В началото на 90-те години партията допълва традиционните си либерални възгледи по обществени въпроси, като абортите, евтаназията и хомосексуалността, с икономически неолиберализъм. През следващите години тя постепенно отстъпва от тези позиции, донякъде под влиянието на политолога Дирк Верхофстад, брат на лидера на партията. Така през 2006 година председателят на партията Барт Сомерс заявява, че „една либерална партия може да бъде само прогресивна и социална“.
Доближаването на възгледите на Фламандски либерали и демократи към тези на социалистическите партньори в коалиционното правителство на Ги Верхофстад е подложено на тежка критика от влиятелни членове на партията, като Жан-Мари Дедекер и Баудевейн Баукарт. Тяхната група се отделя от партията и се явява самостоятелно на избори под името Листа „Дедекер“. Политиката на Верхофстад на „белгийски компромис“, даваща значително влияние на френскоезичните партии в правителството, предизвиква недоволството и на националистически ориентираните привърженици на партията.

## Председатели
Партия за свобода и прогрес
- Вили Де Клерк 1972 – 1973
- Франс Гротянс 1973 – 1977
- Вили Де Клерк 1977 – 1982
- Ги Верхофстад 1982 – 1985
- Анеми Нейтс 1985 – 1989
- Ги Верхофстад 1989 – 1992

Фламандски либерали и демократи
- Ги Верхофстад 1992 – 1995
- Херман Де Кро 1995 – 1997
- Ги Верхофстад 1997 – 1999
- Карел Де Гюхт 1999 – 2004
- Дирк Стеркс 2004
- Барт Сомерс 2004 – 2009
- Ги Верхофстад 2009
- Александер Де Кро 2009 – 2012
- Винсент Ван Кикенборне 2012
- Гвендолейн Рьотен 2012 – 2020
- Егберт Лахарт 2020 – ...